# Подунайский округ
Подунайский округ (серб. Подунавски управни округ) — округ в центральной части Сербии, относится к статистическому региону Южная и Восточная Сербия.

## Административное деление
Территория округа поделена на 3 общины:
- Смедерево
- Смедеревска-Паланка
- Велика-Плана

## Население
Этнический состав населения округа отличается однородностью: здесь проживает 188 641 сербов (94,6 %) и 3312 цыган (1,7 %) (2011).